# ورون توشمال (حسينية انديمشك)
ورون توشمال (بالفارسية: ورون‌توشمال) هي قرية تقع في إيران في قسم حسینیة الريفي.